# Espace urbain de Cherbourg
L'espace urbain de Cherbourg est un espace urbain français centré autour de la ville de Cherbourg, dans le département de la Manche. Par la population, c'est le 33e espace urbain français. En 1999, sa population était de 117 855 habitants sur une superficie de 442,20 km2.

## Caractéristiques
D'après la délimitation établie par l'Insee en 1999, cet espace urbain est identique à l'aire urbaine de Cherbourg : 44 communes dont 6 communes urbaines et 38 communes rurales monopolarisées. 
C'est un espace urbain unipolaire, qui ne peut donc pas comporter de communes multipolarisées.